# Октёмцы
Октёмцы (якут. Өктөм) — село в Хангаласском улусе Республики Саха (Якутия) России. Административный центр Октёмского наслега.

## География
Село находится на юге центральной части Якутии, на левом берегу протоки Тектюрской реки Лена, на расстоянии 21 км (по прямой) к северо-востоку от города Покровск, административного центра улуса, и примерно 50 км к югу от города Якутск, столицы республики. Абсолютная высота — 94 м над уровнем моря.
Климат
Климат характеризуется как резко континентальный. Средняя температура воздуха самого тёплого месяца (июля) составляет 19 °C; самого холодного (января) — −40 °C. Среднегодовое количество атмосферных осадков составляет 200—350 мм.
Часовой пояс
Село Октёмцы находится в часовой зоне МСК+6. Смещение применяемого времени относительно UTC составляет +9:00.

## Население
| 1989 | 2002  | 2010  | 2021  |
| ---- | ----- | ----- | ----- |
| 1200 | ↗1552 | ↗1726 | ↗2085 |

Половой состав
По данным Всероссийской переписи населения 2010 года, в гендерной структуре населения мужчины составляли 47,9 %, женщины — соответственно 52,1 %.
Национальный состав
Согласно результатам переписи 2002 года, в национальной структуре населения якуты составляли 89 % из 1552 чел.

## Улицы
| - ул. 50 лет Победы, - ул. Газовиков, - ул. Дружбы, - ул. Е. Андреева, - ул. Еркен, - ул. Кононова, | - ул. Мира, - ул. Михаила Николаева, - пер. Моисеева, - ул. Молодёжная, - ул. Набережная, - ул. Новая, | - ул. Озёрная, - ул. Октем, - ул. Октябрьская, - ул. П. Алексеева, - ул. Петрова, - ул. Пилорамная, | - ул. Придорожная, - ул. Сайдыы, - ул. Советская, - ул. Тепличная, - ул. Тогойская, - ул. Тускул, | - ул. Хангаласская, - ул. Шевелева, - ул. Эллэй, - ул. Эркээни, - ул. Юбилейная, - ул. Ярославская. |

## Достопримечательности
В селе установлен Памятник воинам-землякам, участникам Великой Отечественной войны.

## Известные уроженцы
- Николаев, Михаил Ефимович (1937—2023) — советский и российский государственный и политический деятель.